# Епинетрон
Епинетронът (на гръцки: ἐπίνητρον, мн.ч. ἐπίνητρα – епинетра) или онос е древногръцки прибор с полуцилиндрична форма, използван за защита на бедрата при кардиране на вълна – процес на разделяне на отделни влакна и размъхване.
Прикрепва се върху бедрото като седло и поради това другото му название е όνος (онос – магаре).
По време на обработка на вълната епинетронът се поставя върху бедрото по дължина, с отвора надолу, така че да го обхване и предпази. Късата страна, която е към тялото е отворена, а противоположната, предпазваща коляното – затворена. Този край често е украсяван с пластика на женска глава. Горната повърхност е без декорация, тъй като е най-застрашена от повреди при обработката. Обикновено е нарязана за да се получи грапава повърхност, която да подпомага кардирането.
Епинетроните обикновено са изработвани от дърво, но са открити и такива, направени от глина. Не е сигурно дали глинените епинетрони са били предназначени за употреба. Най-често са ползвани като сватбени подаръци, които след това са предавани в светилищата, а понякога са поставяни в гроба при собственика им. Възможно е в самото начало да са предвидени и като предмети на посвещение.
Краищата и дългата повърхност често са украсени с някакви рисунки. Обикновено изображенията са свързани със света на жените и господстват във фризовете по дългите страни и върху затворения им къс край. Те често изобразяват кардиране на вълна, сцени от женската част на дома, срещи между жени и мъже. Доста по-рядко присъстват рисунки на амазонки, менади, войни или конни надбягвания.
Най-известен е епинетронът от Еретрия заради богатата си и великолепна украса. На една от дългите му страни са изобразени приятелките на Алкестида, които я посещават в булчинската стая в двореца на Адмет в деня след сватбата им. От обратната страна има сцена на Хармония, заобиколена от боговете, покровители на брака – Афродита, Ерос, Химерос и Хеба. На затворения край на съда, зад релефния женски бюст, Тетида се бори да се освободи от еротичната прегръдка на Пелей, бъдещия ѝ съпруг.